# WikipediaːEncuentros/Editatona Mujeres que luchan
|  |  | Editatona Mujeres que luchan |
|  |  |                              |

Fecha
9 de abril de 2021
10 de abril de 2021

Lugar
Virtual
Web
Web oficial
Registro previo
Aquí

El Centro de Documentación del Instituto Cuesta Duarte y Wikimedistas de Uruguay invitan a participar de la editatona en línea Mujeres que luchan para sumar información con perspectiva de género a Wikipedia sobre mujeres sindicalistas, leyes laborales y el movimiento sindical de Uruguay.

## Fecha y lugar
- Fechas: 9 y 10 de abril de 2021.
- Lugar: ¡virtual!

Conversatorio Mujeres que luchan y acceso a la información
¿Cuándo? viernes 9 de abril a las 19 hrs. ¿Dónde? Transmisión en vivo por el canal de Wikimedistas de Uruguay en Youtube.
Participan: Graciela Sapriza, Milagro Pau, Noemí Ramírez y Tamara García.
Modera: Mariana Fossatti.

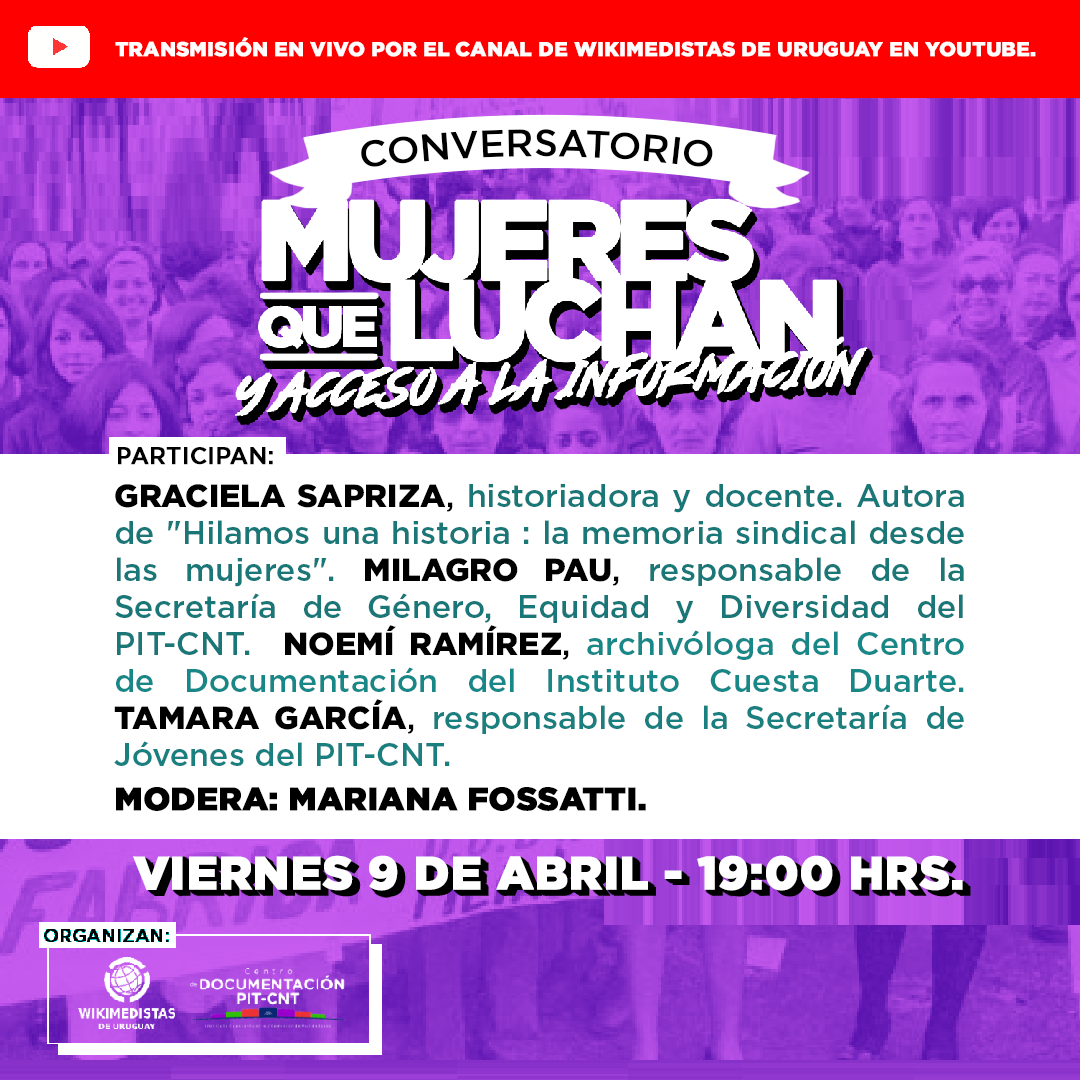
Afiche para el Conversatorio "Mujeres que luchan y el acceso a la información"

Editatona en línea Mujeres que luchan
¿Cuándo? sábado 10 de abril a las 14 hrs. ¿Dónde? Zoom con registro previo.

## ¿Cómo participar?
- Para recibir el link de acceso a la editatona, es necesario registrarse aquí. Todas las personas que participen aceptan guiarse por la política de espacios amigables de la comunidad Wikimedia.
- Si es tu primera vez editando en Wikipedia, creá tu cuenta aquí. Te sugerimos que revises Ayuda:Introducción o el manual de estilo cuando desees crear un artículo.

## Actividad
Una editatona es un evento de edición colectiva y simultánea en Wikipedia en el que personas con distintos niveles de experiencia se reúnen para mejorar o crear artículos con el objetivo de incrementar la participación y la representación de mujeres y disidencias en la enciclopedia. En esta oportunidad, la editatona incluirá charlas informativas para quienes recién comienzan en Wikipedia, apoyo continuo en la edición y materiales de ayuda.
El evento se suma además a la campaña #VisibleWikiWomen para ilustrar los artículos que crearemos y mejorar los ya existentes, con fotos e imágenes que representen a trabajadoras y sindicalistas relevantes en Wikipedia. 

### Artículos propuestos
| Artículos para crear: Sindicalistas y activistas - Abigail Puig - Elbia Pereira - Flor de Liz Feijoo - Graciela Fernández - Jorgelina Martínez - Laura Alberti - María Julia Alcoba - Milagro Pau - Nea Filgueira - Nélida Fontora - Soraya Larrosa - Tamara García Sindicatos - Asociación de Trabajadores de la Seguridad Social - Secretaría de género, equidad y diversidad del PIT-CNT - Sindicato Único de la Aguja - Sindicato Único de Trabajadoras Domésticas Leyes - Ley de Acoso Sexual (Ley N° 18.561) - Ley de regulación del trabajo doméstico (Ley N° 18.065) - Sistema Nacional Integrado de Cuidados | Movimiento obrero en Uruguay - Movimiento sindical uruguayo Artículos para mejorar: - Carmen Beramendi - Virginia Bolten - Dolores Castillo - María Collazo - Susana Dalmás - Ivonne Passada - Graciela Villar - Asociación de Bancarios del Uruguay - Asociación de la Prensa Uruguaya - Federación Uruguaya de Magisterio - Instituto Cuesta Duarte - PIT-CNT - Mujeres y mercado de trabajo en Uruguay - Servicio doméstico en Uruguay - Sindicato Único Nacional de la Construcción y Anexos |